# Super Aguri F1
La Super Aguri F1 è stata una scuderia giapponese di Formula 1 che esordì nella stagione 2006, con il sostegno tecnologico della Honda.
La squadra era generalmente considerata un'emanazione della Honda e della ARTA dell'ex pilota Aguri Suzuki, allestita per consentire al pilota giapponese Takuma Satō di continuare a gareggiare nella massima formula e al tempo stesso per guadagnare un alleato mentre si discutevano i regolamenti della F1 per le stagioni successive. Inizialmente la squadra non era stata inclusa dalla FIA tra gli iscritti al campionato 2006 confermati al 15 dicembre 2005, a causa di ritardi nei pagamenti dei depositi necessari; per poter effettuare un'iscrizione ritardata a questo punto erano necessarie le firme di approvazione di tutte le 10 squadre già iscritte, che la Aguri riuscì a collezionare nei giorni successivi. La parola definitiva toccò quindi nuovamente alla FIA che approvò l'iscrizione il 26 gennaio 2006.
La sede della squadra era situata a Tokyo, ma la fabbrica operativa si trovava a Leafield in Inghilterra, nella struttura della Menard Engineering già di proprietà della Arrows. Il direttore tecnico del team era Mark Preston, già con la Arrows e che successivamente progettava una propria squadra (Preston Racing) insieme a Paul Bowen, progetto poi confluito in quello Aguri.
La squadra si ritirò per problemi economici dopo aver disputato quattro gare della stagione 2008.

## Storia

### Esordio

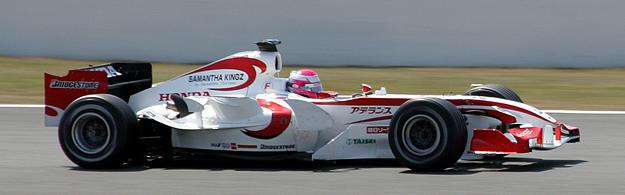
Franck Montagny con la Super Aguri al Gran Premio di Francia 2006

L'esordio della nuova scuderia, che suscitava molte perplessità riguardo alla consistenza tecnica, avvenne con una vettura derivata dalla Arrows A23, schierata nel 2002. La vettura, denominata SA05, venne adattata ai regolamenti in vigore per i crash test, e dotata di un motore Honda V8 da 2400 cm³ e gomme Bridgestone. La connotazione giapponese della squadra si completava con i piloti: oltre all'esperto e popolare Takuma Satō, venne assunto l'esordiente Yuji Ide, mentre Franck Montagny era il pilota di riserva e collaudatore per il venerdì mattina (quando la squadra fu in grado di schierare la terza vettura).
Le vicende alterne vissute dal team nelle prime gare portarono ad alcune variazioni nella composizione della squadra. Dopo il Gran Premio di San Marino, la Federazione decise di chiedere la sostituzione come titolare di Ide, coinvolto in troppi incidenti, ed il suo posto venne preso da Montagny, a partire dal Gran Premio d'Europa; successivamente, il 10 maggio venne comunicato che la Federazione aveva ritirato la superlicenza a Ide, impedendogli di partecipare ad altre gare nel corso della stagione. A partire dal Gran Premio di Gran Bretagna, il ruolo di terzo pilota venne occupato da Sakon Yamamoto, pilota giapponese di GP2.
Nella seconda metà della stagione, a partire dal Gran Premio di Germania, venne fatta correre la prima vettura costruita dal team "in proprio", denominata SA06. Nella stessa occasione, il sedile di titolare a fianco di Takuma Satō venne preso da Yamamoto, mentre Montagny tornò a guidare la terza vettura, quando la squadra ebbe modo di allestirla.
E proprio a fine stagione arrivò la prestazione più brillante per la giovane scuderia giapponese: al Gran Premio del Brasile, Satō conquistò un 10º posto, mentre Yamamoto ottenne il 7º giro più veloce in gara.

### Apice

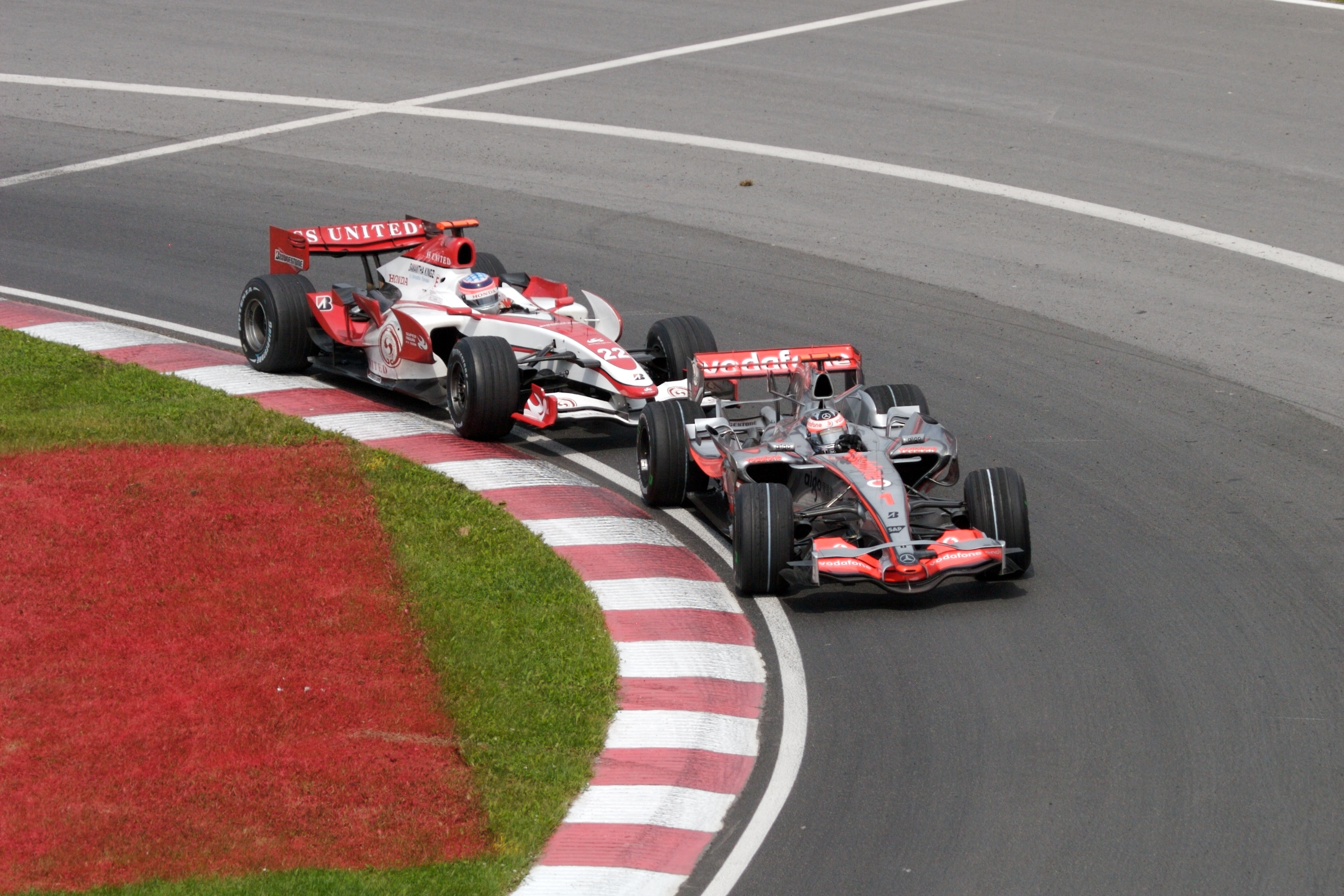
Takuma Satō in lotta con Fernando Alonso al Gran Premio del Canada 2007

Il 15 novembre 2006 la Super Aguri annunciò che i piloti per la stagione 2007 sarebbero stati Takuma Satō e Anthony Davidson, in precedenza pilota di riserva e collaudatore per la Honda. Sakon Yamamoto, che aveva corso alcune gare nel 2006, tornò al ruolo di collaudatore, per poi passare, intorno a metà stagione, alla Spyker. In un primo tempo, nel ruolo di collaudatore, era stato affiancato da Giedo van der Garde ma l'accordo venne annullato a causa di un contenzioso sulla firma del contratto da parte della squadra nipponica.
Prima dell'inizio della stagione vera e propria passò alla Spyker.
Un grosso problema si presentò prima dell'inizio della stagione, quando la vettura non superò il crash test imposto dalla FIA, nella parte posteriore. La presentazione della nuova vettura, denominata SA07, già prevista a ridosso della stagione di gare, venne ulteriormente posticipata, ed avvenne all'immediata vigilia del primo appuntamento stagionale, in Australia.
Nonostante questi problemi, proprio a Melbourne la squadra ottenne un risultato stupefacente in prova, con Satō promosso alla fase Q3 e alla 10ª posizione in griglia, mentre Davidson ottenne l'11º posto. Entrambi terminarono anche la gara, pur se con qualche difficoltà.

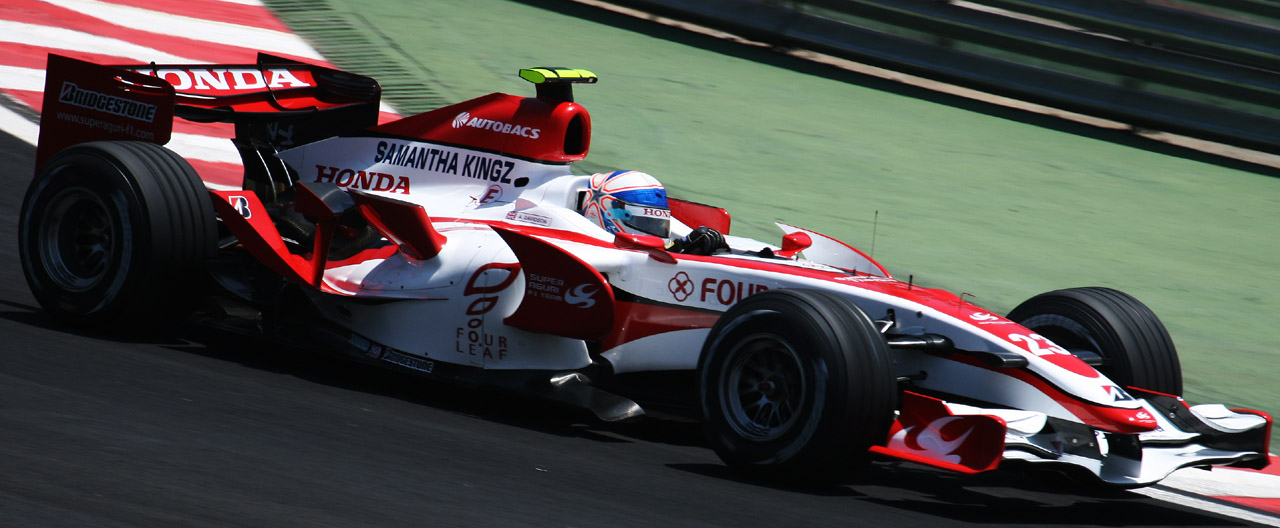
Anthony Davidson durante le prove libere del Gran Premio del Brasile 2007

Il primo punto della storia della squadra arrivò al Gran Premio di Spagna, dove Satō si classificò all'8º posto, in una gara caratterizzata da un numero elevato di ritiri. Ancora migliore il piazzamento ottenuto da Satō al Gran Premio del Canada, concluso al 6º posto, che rimarrà il miglior risultato nella storia della squadra: il pilota giapponese duellò a lungo con la McLaren del campione del mondo uscente Fernando Alonso, superandolo in due occasioni. Nello stesso GP inoltre l'altro pilota Anthony Davidson era riuscito a risalire addirittura fino al 3º posto, sfruttando le due entrate in pista della Safety Car, ma purtroppo al 37º giro fu costretto a un lungo pit-stop non previsto dopo aver danneggiato la sua ala anteriore investendo un animale che attraversò improvvisamente la pista (secondo alcune fonti una marmotta), finendo così in fondo al gruppo.
La stagione, nel suo complesso, apparve come una fase di consolidamento, anche grazie ad alcuni risultati importanti. Degno di nota il confronto con la Honda, che superò il punteggio della Super Aguri nel Campionato Costruttori solo al penultimo appuntamento della stagione; a fine anno, la Honda ottenne due soli punti in più di quella che si considerava una squadra satellite. La Super Aguri inoltre si piazzò davanti alla Spyker.

### Fallimento e prime quattro gare del 2008

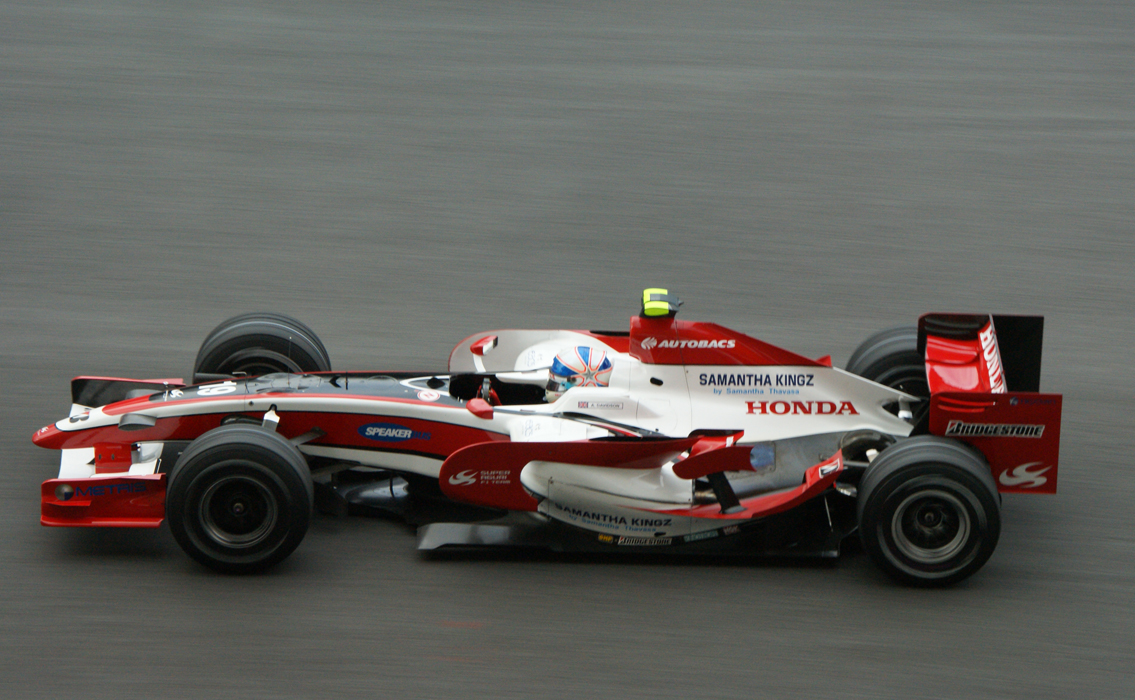
Davidson durante il Gran Premio della Malesia 2008, dove giungerà 15°

La stagione non iniziò nel migliore dei modi a causa delle difficoltà finanziarie affrontate dal team, dovute al progressivo disimpegno della Honda.
I due piloti della stagione precedente, pur facendo parte della lista diramata dalla FIA, inizialmente non firmarono alcun contratto per la stagione. Il pilota italiano Luca Filippi venne indicato dalla stampa come candidato ad un volante della Super Aguri per la stagione, ma questi firmò un contratto col team di GP2 ART Grand Prix assieme a Romain Grosjean. L'8 gennaio il team annunciò che, la nuova vettura, la SA08A, sarebbe stata presentata a Barcellona, ma il 12 febbraio la Super Aguri posticipò il lancio della nuova monoposto, annunciando altresì che il futuro della scuderia era incerto. La scuderia affermò inoltre che, pur avendo cancellato i test prestagionali, era certa di poter essere al via della prima gara a Melbourne. Il 10 marzo il team confermò i piloti dell'anno passato, Satō e Davidson, a seguito della notizia dell'acquisizione da parte della società Magma Group di una quota della scuderia. La piccola scuderia giapponese prese quindi parte al primo Gran Premio della stagione in Australia, dove però entrambi i piloti si ritirarono.

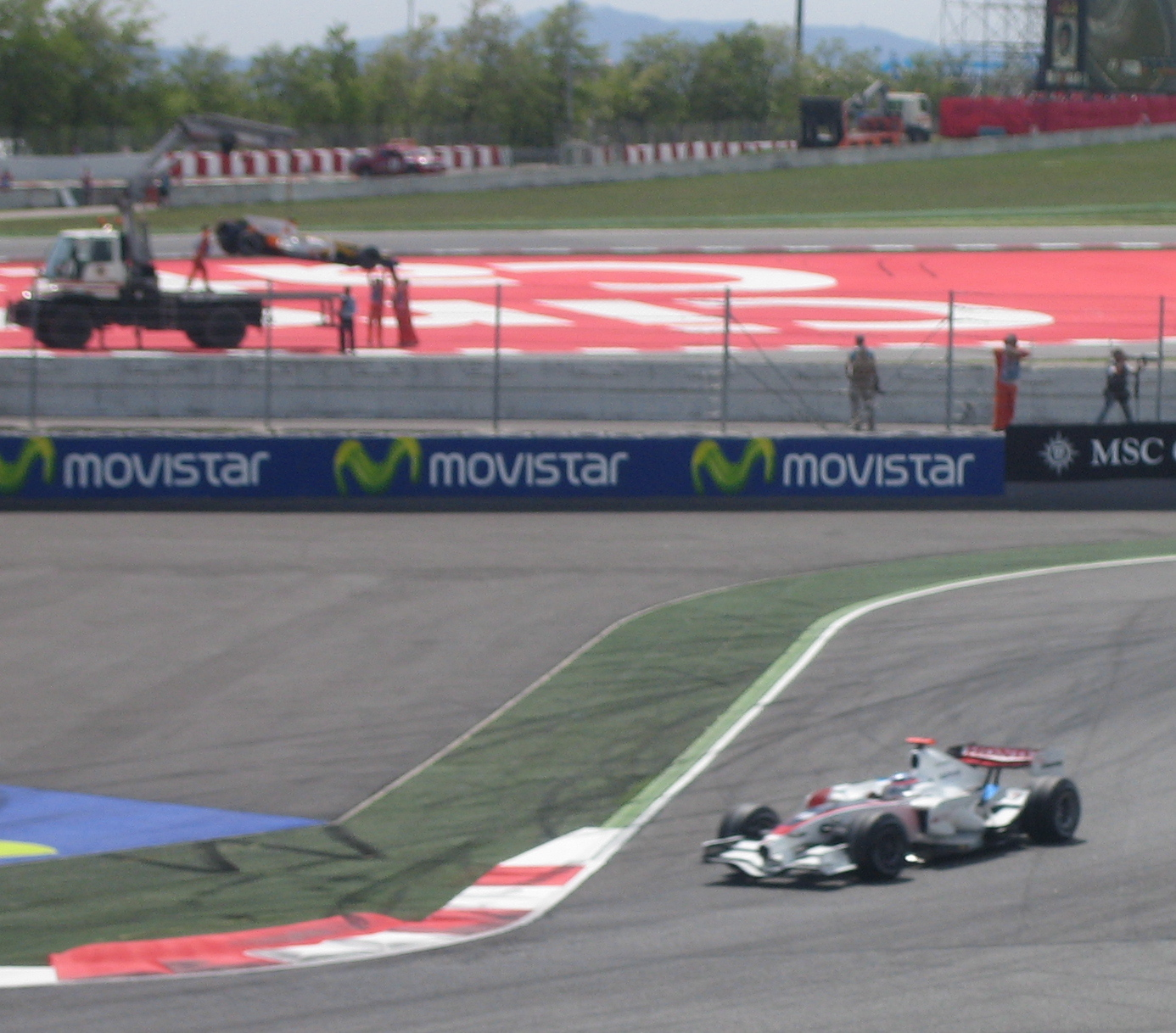
Satō durante il Gran Premio di Spagna 2008, l'ultimo corso dalla scuderia giapponese

Dopo la prima prova, tuttavia, Magma abbandonò i suoi programmi di acquisto della scuderia, gettando forti dubbi sul futuro agonistico della Super Aguri. Il team fu comunque presente ai successivi Gran Premi di Malesia, Bahrein e Spagna, proseguendo nella ricerca di nuovi investitori. Tuttavia, dopo il Gran Premio di Spagna la scuderia annunciò che non era sicura la sua presenza al Gran Premio di Turchia, previsto per l'11 maggio. Le indiscrezioni e poi le notizie che legavano le possibilità di sopravvivenza del team all'intervento di investitori capeggiati dal gruppo tedesco Weigl si rivelarono infondate, portando la squadra ad annunciare l'immediata cessazione delle attività agonistiche a partire dal 6 maggio 2008.
Il giorno successivo la squadra venne posta in liquidazione, fase gestita dalla società PKF, che aveva già operato la liquidazione della Prost e della Arrows nel 2002.
I beni della squadra vennero messi all'asta, attraverso Internet, a partire dal 29 luglio 2008. Il giorno dopo venne annunciato che il tutto era stato acquistato da una società tedesca, la Formtech, specializzata in produzioni per l'industria automobilistica ed aeronautica: la società, con questa acquisizione, voleva entrare sul mercato britannico, in una posizione geografica strategica per il mercato dell'automobilismo sportivo e si rivolgeva a scuderie vecchie e nuove, per fornire sia consulenza e produzione, sia rivendere il materiale necessario per costituire una squadra per competere in Formula 1.

## Monoposto
| Nome  | Anno |
| ----- | ---- |
| SA05  | 2006 |
| SA06  | 2006 |
| SA07  | 2007 |
| SA08A | 2008 |

## Piloti
- Takuma Satō: 2006-2008 (39 GP)
- Anthony Davidson: 2007-2008 (21 GP)
- Franck Montagny: 2006 (7 GP)
- Sakon Yamamoto: 2006 (7 GP)
- Yuji Ide: 2006 (4 GP)

## Risultati in Formula 1
| Anno | Vettura   | Motore       | Gomme | Piloti   |     |     |    |     |     |     |     |    |     |     |     |     |     |     |     |    |    |    | Punti | Pos. |
| ---- | --------- | ------------ | ----- | -------- | --- | --- | -- | --- | --- | --- | --- | -- | --- | --- | --- | --- | --- | --- | --- | -- | -- | -- | ----- | ---- |
| 2006 | SA05 SA06 | Honda RA806E | B     | Satō     | 18  | 14  | 12 | Rit | Rit | 17  | Rit | 17 | 15  | Rit | Rit | Rit | 13  | NC  | 16  | SQ | 15 | 10 | 0     | 11º  |
| 2006 | SA05 SA06 | Honda RA806E | B     | Ide      | Rit | Rit | 13 | Rit |     |     |     |    |     |     |     |     |     |     |     |    |    |    | 0     | 11º  |
| 2006 | SA05 SA06 | Honda RA806E | B     | Montagny |     |     |    |     | Rit | Rit | 16  | 18 | Rit | Rit | 16  |     |     | TP  | TP  | TP | TP | TP | 0     | 11º  |
| 2006 | SA05 SA06 | Honda RA806E | B     | Yamamoto |     |     |    |     |     |     |     | TP | TP  | TP  | TP  | Rit | Rit | Rit | Rit | 16 | 17 | 16 | 0     | 11º  |

| Anno | Vettura | Motore       | Gomme | Piloti   |    |    |     |    |    |    |     |     |     |     |     |    |    |    |     |     |    |  | Punti | Pos. |
| ---- | ------- | ------------ | ----- | -------- | -- | -- | --- | -- | -- | -- | --- | --- | --- | --- | --- | -- | -- | -- | --- | --- | -- |  | ----- | ---- |
| 2007 | SA07    | Honda RA807E | B     | Satō     | 12 | 13 | Rit | 8  | 17 | 6  | Rit | 16  | 14  | Rit | 15  | 18 | 16 | 15 | 15  | 14  | 12 |  | 4     | 9º   |
| 2007 | SA07    | Honda RA807E | B     | Davidson | 16 | 16 | 16  | 11 | 18 | 11 | 11  | Rit | Rit | 12  | Rit | 14 | 14 | 16 | Rit | Rit | 14 |  | 4     | 9º   |

| Anno | Vettura | Motore       | Gomme | Piloti   |     |    |    |     |  |  |  |  |  |  |  |  |  |  |  |  |  |  | Punti | Pos. |
| ---- | ------- | ------------ | ----- | -------- | --- | -- | -- | --- |  |  |  |  |  |  |  |  |  |  |  |  |  |  | ----- | ---- |
| 2008 | SA08A   | Honda RA808E | B     | Satō     | Rit | 16 | 17 | 13  |  |  |  |  |  |  |  |  |  |  |  |  |  |  | 0     | 11º  |
| 2008 | SA08A   | Honda RA808E | B     | Davidson | Rit | 15 | 16 | Rit |  |  |  |  |  |  |  |  |  |  |  |  |  |  | 0     | 11º  |

| Legenda | 1º posto     | 2º posto | 3º posto    | A punti         | Senza punti/Non class.  | Grassetto – Pole position Corsivo – Giro più veloce |
| Legenda | Squalificato | Ritirato | Non partito | Non qualificato | Solo prove/Terzo pilota | Grassetto – Pole position Corsivo – Giro più veloce |